# 突变异种
《突变异种》（英語："Squeeze"）是美国科幻电视剧《X档案》第一季的第三集，于1993年9月24日通过福克斯电视网在美国首播。节目由格伦·摩根和黄毅瑜编剧，哈里·朗斯特里特执导，另有部分附加镜头由迈克尔·卡特曼导演。道格·休切逊饰演的变异连环杀手尤金·维克多·托姆斯在本集首度与观众见面，之后他还会在第一季第21集《终结突变异种》中再次亮相。《突变异种》是《档案》“每周怪物”系列的第一集，其剧情同主线相对独立，与剧中的层层谜团没有联系。
联邦调查局特工福克斯·穆德（大卫·杜考夫尼饰）和丹娜·斯嘉丽（吉莲·安德森饰）受命调查人称“档案”的悬案，这些案件大多同超自然现象有关。穆德相信有超自然现象存在，但斯嘉丽对此抱怀疑态度，希望能证明实情并非如此。两人在本集调查一起连环凶杀案，凶手似乎有某种超能力，能将躯体挤压后通过极其狭窄的缝隙。两名特工推断凶手可能存在基因突变，并且已经这样疯狂杀戮达90年之久。
《突变异种》的制作困难重重，朗斯特里特同其他剧组成员在创作理念上存在难以调和的分歧，导致导演换人，部分镜头只能在前期拍摄完成后补拍。受此影响，剧集依赖后期制作技术才得以完成。不过，节目播出后获得评论界好评，特别是休切逊的表演和人物塑造颇受赞赏。马来西亚《星报》之后称赞《突变异种》令观众真正接纳《档案》的构想。部分学者认为本集对执法政治的描绘值得称道，并且《档案》系列剧集到处都有同类写照，侦察人员渴望探求事实真相的同时，往往也必须同确保刑事定罪的职责妥协。

## 剧情
巴尔的摩商人乔治·厄舍（George Usher）回到工作的办公楼内，似乎有人躲在风暴排水管内偷偷看着他，再经电梯井进入通风系统并潜入大楼，然后杀害厄舍，还掏出他的肝脏。厄舍已是近期第三个被同类手法杀害的人，雄心勃勃的联邦调查局特工汤姆·科尔顿（Tom Colton，多纳尔·罗格饰）获派调查此案，由于缺乏线索，他找上曾一起接受训练的丹娜·斯嘉丽（Dana Scully，吉莲·安德森饰）请求协助。
科尔顿对案情感到迷茫，三起凶杀案中受害人的肝脏都是被徒手掏出，但却无法断定凶手是如何进入室内。福克斯·穆德（Fox Mulder，大卫·杜考夫尼饰）查看卷宗后发现，三起案件同发生在1933和1963年的连环杀人案颇为相似。穆德还在命案现场的通气孔位置发现拉长的指纹，同“档案”中记载的指纹类似。由于数十年前的连环杀人案都有五人被害，因此他断定杀戮尚未结束，还会有两人被杀。
斯嘉丽认为凶手会返回之前的作案地点，所以和穆德一起在厄舍被害办公楼的停车场等候。两人最终抓获正从通风口爬过的男子尤金·维克多·托姆斯（Doug Hutchison，道格·休切逊饰）。联邦调查局使用测谎仪核查托姆斯对一系列问题的回答，其中部分问题是穆德所写，用来判断嫌疑人同早在1903年发生的系列凶杀案是否有关联。托姆斯在大部分问题上顺利通过，但在回答穆德所写的两个问题时露出马脚，证明他同90年前的凶案有关联。然而，科尔顿认为穆德的想法纯属无稽之谈，决定放走托姆斯。穆德之后经数字化手段拉长托姆斯的指纹，向斯嘉丽证明命案现场的指纹就是此人所留。穆德认为，托姆斯有拉长并挤压躯体的超能力，能够通过极其狭窄的空间。当晚，托姆斯就用这种能力从烟囱潜入他人家中，夺走又一条人命。
穆德和斯嘉丽发现托姆斯的身份、经历都没有文献记载。两人前去拜访1933年时调查连环杀人案的前警探弗兰克·布里格斯（Frank Briggs，亨利·贝克曼饰）。布里格斯找出托姆斯当年的照片，看起来同60年后一模一样，然后把嫌疑人当年所住的公寓地址告诉两名特工。穆德和斯嘉丽在托姆斯当年所住的公寓楼找到一个用报纸和胆汁构建的“巢穴”，还发现很多属于过往受害者的“战利品”。穆德怀疑托姆斯是变异人，在吃掉五个人的肝脏后就会休眠30年。两名特工动身离开，此时藏在椽木上的托姆斯悄悄下潜，偷走斯嘉丽戴的项链作为新的战利品。
穆德和斯嘉丽要求把公寓楼列为监视目标，但科尔顿却通知两人不要再调查此案。穆德在托姆斯的公寓找到斯嘉丽的项链后打电话警告她，但斯嘉丽的电话线已被切断。托姆斯从一个很小的通气孔潜入她的公寓，但就在他准备下手前，穆德及时赶到将他擒获。因精神失常而被送进特殊管制医院后，托姆斯又用报纸做出另一个巢穴。斯嘉丽告诉穆德，医学检测结果表明托姆斯的骨胳和肌肉系统都异于常人，而且新陈代谢的速度正急剧下降。托姆斯被关在小房间内，只能从一条细小的管道获取食物，片尾他看着那条管道，脸上露出微笑。:104–105:49–51

## 制作

### 前期制作

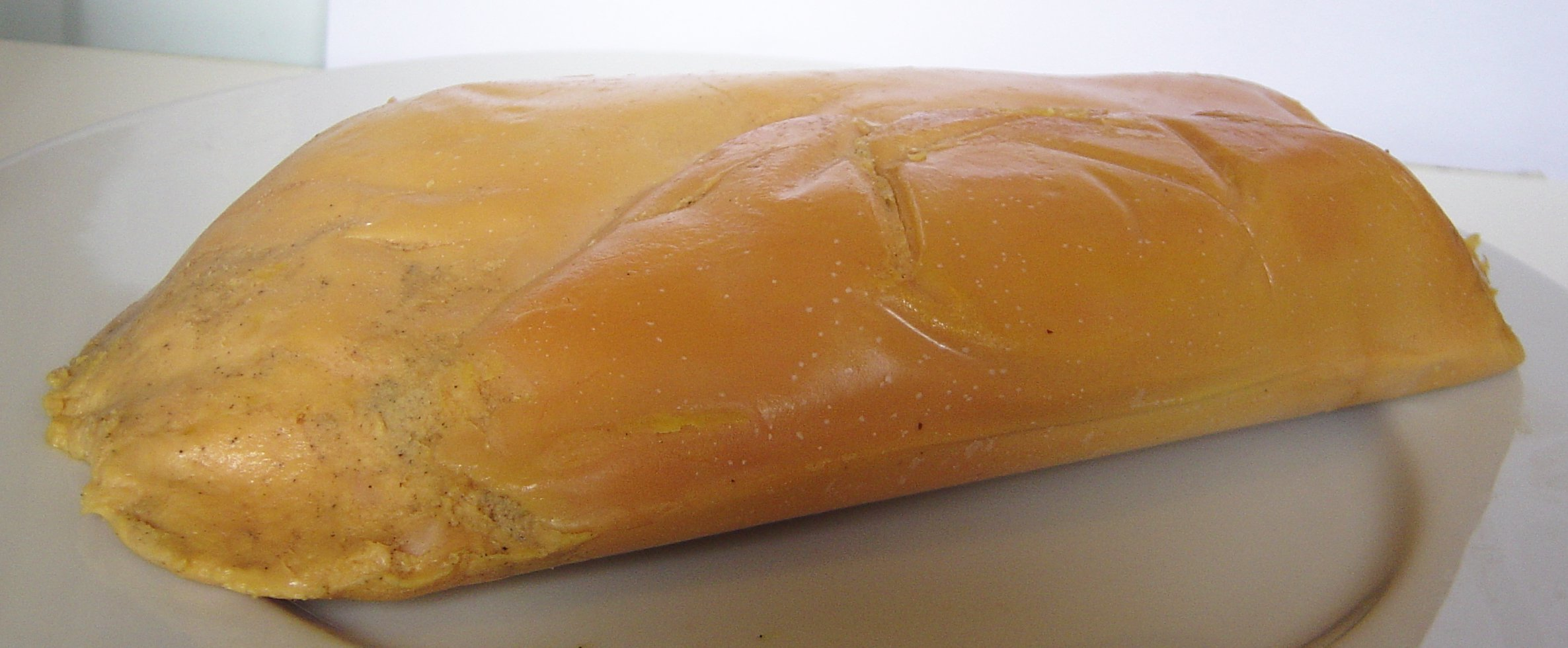
《X档案》主创人克里斯·卡特在尝过鹅肝（图）后建议让托姆斯以人类肝脏为食

《X档案》的前两集都是围绕节目的虚构历史、即《档案》的“神话”展开，但第三集并非如此。作为整部电视剧中“每周怪物”系列的第一集，《突变异种》证明该剧同样能涉足其他超自然题材。电视剧主创人克里斯·卡特认为，为了保持良好发展势头，节目剧情不能只以不明飞行物为核心，必须发散出去。编剧格伦·摩根（Glen Morgan）和黄毅瑜在看着办公室外的通风井时突发奇想，有没有谁能够从那里爬进来，本集的剧情灵感便由此而来。虽然《突变异种》的剧情同第二部“考查克”系列电视电影《考查克：花街恶魔》（The Night Strangler）颇为相似，该片中的凶手每隔21年就会犯案，但摩根和黄毅瑜表示，他们的灵感实际上源自连环杀手开膛手杰克和理察·拉米雷兹。:105–106卡特在前往法国期间品尝过鹅肝，他提议让凶手以人类肝脏为食:106:39。摩根对此称，编剧之所以同意选择肝脏是因为觉得这比用其他器官“更滑稽”:106。剧中托姆斯筑巢休眠的情节源自摩根和黄毅瑜的建议，两人觉得如果特工未能把嫌疑人抓捕归案，那么托姆斯就可以在休眠数周后回归。
男演员道格·休切逊（Doug Hutchison）参加托姆斯一角试镜时已有33岁，但制片人起初还是觉得他太年轻，格伦·摩根甚至认为休切逊“看起来才12岁”:106。不过，休切逊突然转变成攻击状态的能力令几位编剧刮目相看，所以最终决定请他出演:106。据休切逊表示，把托姆斯塑造成“沉寂型”人物是受到安东尼·霍普金斯在电影《沉默的羔羊》中的表演启发。

### 拍摄
剧中的定点外部镜头和托姆斯所住公寓楼的镜头是在温哥华黑斯廷斯街周边摄制。剧组拍摄的第一个镜头是托姆斯藏身风暴排水管，眼睛发出光芒，但由于剧组成员抵达场地的时间太晚，未能封锁街道拍摄，所以临时聘请附近的建筑施工队看守外景地。片头凶手在夜间经停车场通风系统潜入被害商人所在大楼，根据剧本中的原有设定，这个停车场有很多层，但为节约多层建筑中模拟夜景所需成本，剧组制出通风系统必要部件的复制模型，并把模型放在停车场低层拍摄。:33–34斯嘉丽公寓的外景也是在温哥华拍摄，同摄制试播集的地点相同。但由于这里能够取景的镜头范围有限，剧组之后没有再到这里拍摄其他镜头，观众还可以从大部分逆向角度镜头中看到街对面的大型停车场:27。
黄毅瑜对导演哈里·朗斯特里特（Harry Longstreet）颇感失望，觉得他没有落实剧本要求。剧本中有一个镜头朗斯特里特未能拍摄完成，已经拍摄的场景也没有足够的额外镜头视野。面对这种情况，黄毅瑜只能和另一位导演迈克尔·卡特曼（Michael Katleman）重拍多个额外视野镜头来将本集完成，同时补拍朗斯特里特漏拍的场景和部分嵌套镜头。:51休切逊也对朗斯特里特的导演方式有意见，觉得对方的表演指示“不可理喻”:51–52。摩根对此表示，《突变异种》的制作困难重重，完全是靠后期制作挽救:39。杜考夫尼同样对朗斯特里特有意见，两人在福克斯·穆德的人物刻画方面有分歧。据杜考夫尼回忆：“导演希望我对这个可怕的连环杀手感到愤怒。我那时就觉得，‘不对，这可是了不起的大发现！他的所作所为只是基因上的本能，而非道德上有缺陷。’我从不评判他人。”

### 后期制作
为了拍摄托姆斯滑过烟囱的镜头，制片人请来能够挤入狭小空间的杂技演员，从杂技演员下方拍摄。剧中的烟囱是特制的，“更像带状而非管状”，看起来比实际情况要窄得多。杂技演员手指拉长的镜头是用计算机图像辅助完成。剧组成员都不知道这位特技演员的真名，只知他叫“佩珀”（Pepper，意为“胡椒”）。制片人R·W·古德温（R. W. Goodwin）起初认为特技演员应该不可能完全钻进烟囱，最多只能起到镜头替身的作用；但佩珀实际上完全钻进烟囱，剧组只需增加“骨骼开裂及折断”的音响效果。:40–41
托姆斯潜入斯嘉丽家中的镜头起初是在休切逊不在场的情况下摄制，之后再用大型蓝幕片场拍摄他的戏份。这段镜头之后经过数字合成，令托姆斯看起来是从远小于实际的洞口钻出来。卡特和视觉特技总监马特·贝克（Mat Beck）都认为特技镜头应该越少越好，剧中对超自然力量只需点到即止，所以节目中的特技镜头控制在最少程度，休切逊在镜头中的形象也没有“突变异种”太多:40–41。

## 主题
虽然同《档案》的已有主线没有直接关联，但《突变异种》还是为电视剧纳入多种关键主题元素。有评论认为，丹娜·斯嘉丽在本集中首次“不得不公开站队”。此前她曾在《深喉》中与军官抗衡，还在撰写报告时“字斟句酌”，避免伤及搭档穆德的颜面。但在这集遇到一起接受训练的汤姆·科尔顿后，她不得不公开表明立场，是支持穆德，还是政治圆滑保前程。随着剧情发展，科尔顿还把“她（指斯嘉丽）的前程和联邦调查局其他人的前程联系起来”，剧中还特别强调斯嘉丽其他同事的“不满和嘲讽”情绪:68，这些同事的心态就代表人们对体制现状的接受:22。
身边同事的敌意表明，电视剧的主要戏剧冲突不是源于事物认知上的差距，而是政治问题，联邦调查局特工需要在追寻真相和确保刑事定罪的职责间保持平衡，这其中又以斯嘉丽为甚:68。联邦调查局这种平衡诉求并不局限在《突变异种》一集，而是在《档案》的所有剧集中都有体现。剧中的联邦调查局以执法机构自处，有责任为刑事案件起诉收集证据。但在公众眼里，该局应该是客观调查事实真相，不受政治因素影响的机构，这样的反差会导致公众对现实感到失望，因为人们“错误地以为法庭的目的就是探究真相。”:77

## 播映和反响

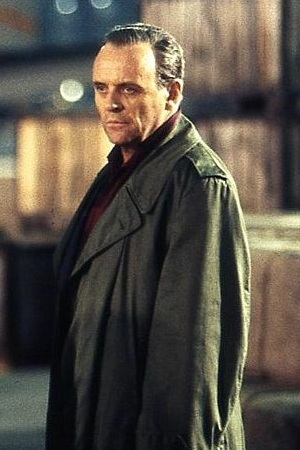
道格·休切逊客串出演托姆斯一角的表现获得评论界赞赏，他的表演是以《沉默的羔羊》中的安东尼·霍普金斯（图）为榜样。

《突变异种》于1993年9月24日通过福克斯电视网在美国首播，再于1994年10月3日通过英国广播公司第二台在英国播映。节目在美国首播期间约有680万户家庭收看，观众人数约1110万:248。尼尔森收视率数值为7.2，收视率13，意即当时所有装有电视的美国家庭中有7.2%收看本集，当时就在看电视的观众则有13%选择《突变异种》:248。
格伦·摩根对休切逊的演出赞不绝口，称赞他是节目的“王牌”，表现“精彩绝伦”。摩根之后还创作有第一季第21集《终结突变异种》（Tooms）的剧本，让休切逊的角色回归。文斯·吉利根执笔的第二季第23集《柔光》（Soft Light）也曾提及托姆斯一角:308。休切逊还为《突变异种》写出前传剧本发给卡特，题为《他就是长有金色眼睛的黑暗》（Dark He Was and Golden-Eyed），但由于法律方面缘故，卡特没有查看手稿，将之原样退回。有评论认为，《突变异种》是《档案》首次向恐惧风格拓展，节目之后也发展成恐怖类电视剧。1996年，美国小说家艾伦·斯泰博（Ellen Steiber）把这集改编成面向青壮年读者的小说。此外，电视剧《异形庇护所》第一季第四集《能够折叠的人》（Folding Man）就是受到《突变异种》启发而创作。
《娱乐周刊》在回顾第一季时给本集评分“+”（最高“+”），称其为“重要剧集”，还称赞休切逊饰演的托姆斯“的确令人毛骨悚然。”不过，《独立报》的托马斯·萨特克利夫（Thomas Sutcliffe）对节目评价不佳，称节目的整体设定“荒谬可笑”，他还讽刺剧中穆德推导托姆斯超能力的桥段太过做作，“显然就是演绎法的又一次胜利。”《温哥华太阳报》发文，把《突变异种》评为《档案》的最佳独立剧集之一，文中写道：“《档案》逐渐以令人毛骨悚然的每周怪物剧集闻名，《突变异种》便是其中一部开山之作。”文中还称，本集同《终结突变异种》“依然身处电视史上最吓人的节目之列。”在线杂志的康妮·奥格勒（Connie Ogle）将托姆斯评为《档案》是最伟大的怪物之一。
基思·菲普斯（Keith Phipps）在《影音俱乐部》撰文称赞本集表现，给予评级-，还称休切逊会因出演托姆斯而成为诠释各种令人毛骨悚然角色的钦定人选。菲普斯还称，托姆斯潜入斯嘉丽家中的高潮桥段让这集得以升华，虽然身为主角的斯嘉丽肯定不会受到伤害，但观众依然能感受到那种“真正的危险感。”罗伯特·谢尔曼（Robert Shearman）和拉斯·皮尔逊（Lars Pearson）在著作《希望相信：档案批判指南，千禧年与孤胆枪手》（Wanting to Believe: A Critical Guide to The X-Files, Millennium & The Lone Gunmen）中指出，《突变异种》是《档案》首次不把人们对都市传奇的接受程度作为剧情发展前提。节目首先通过暗示和推理向观众传达看似“荒谬”的剧情，直到观众已经能够适应这种荒谬后再用视觉特效把托姆斯的超能力展现出来。不过，两名作者认为剧中退休警探布里格斯独白时把托姆斯的罪行同纳粹大屠杀相提并论的情节“不但毫无必要，而且（对剧情的）作用形同鸡肋”，两人最终对本集的评分为四星（最高五星）。马来西亚《星报》（The Star）发文称赞《突变异种》令观众真正接纳《档案》的构想，无疑是表现辉煌的剧集。
尤金·维克多·托姆斯一角同样赢得喝彩。尼尔·盖曼在《娱乐周刊》第1000期的客座专栏发文，将托姆斯列为他最喜欢的怪物之列，UGO网络也把托姆斯列入“最佳电视连环杀手”名单，称赞休切逊的演出“令人极其毛骨悚然”。网站的克里斯廷·西格斯（Christine Seghers）把休切逊评为《档案》十佳客串影星第四名，称赞他“异常出色”的演出，还称“即便看起来啥也没干，休切逊仍然能用他那死神和鲨鱼般的眼神让你长出一身鸡皮疙瘩。”